# Subak
Subak es el nombre del sistema de riego de arrozales en la isla de Bali, Indonesia. Para los balineses, el riego no es únicamente proveer agua a las raíces de las plantas, sino que el agua se utiliza para construir un complejo ecosistema artificial. Los arrozales en Bali eran construidos alrededor de templos de agua y la distribución del agua era hecha por un sacerdote.

## Patrimonio de la Humanidad
En junio de 2012, Subak fue incorporado a la lista de Unesco como Patrimonio de la Humanidad.